# Kfz-Kennzeichen (Südkorea)

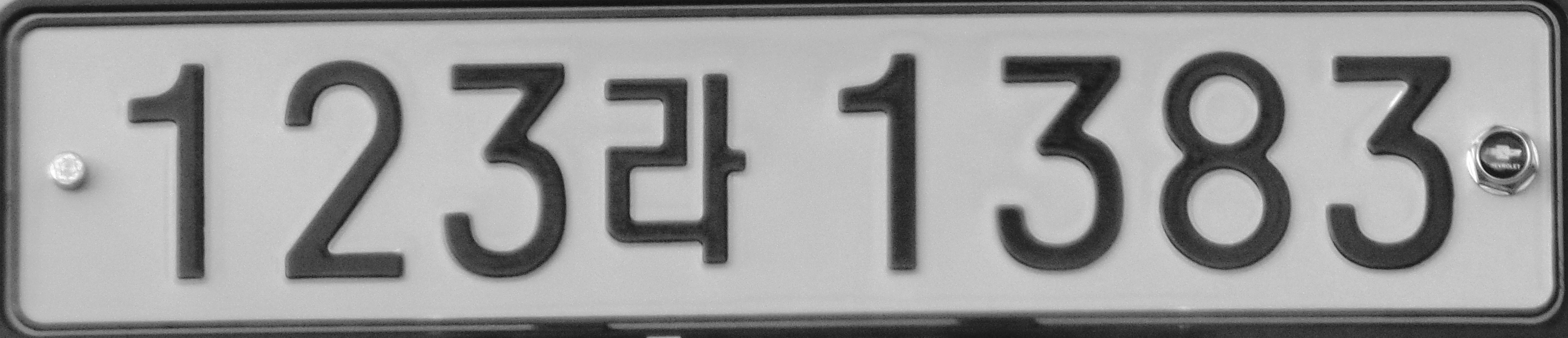
Aktuelles Kennzeichen

Südkoreanische Kfz-Kennzeichen werden vom Landverkehrsbüro des Bau- und Verkehrsministerium herausgegeben.

## Aussehen

### Vor 1973
Nur wenige Exemplare von Nummernschildern aus der Zeit vor 1973 existieren. Diese sind mittlerweile ungültig. Diese frühen Kennzeichen sind hauptsächlich aus blauer Schrift auf weißem Grund. Das gleiche Farbschema wird heute noch für Motorräder verwendet.

### 1973–2003

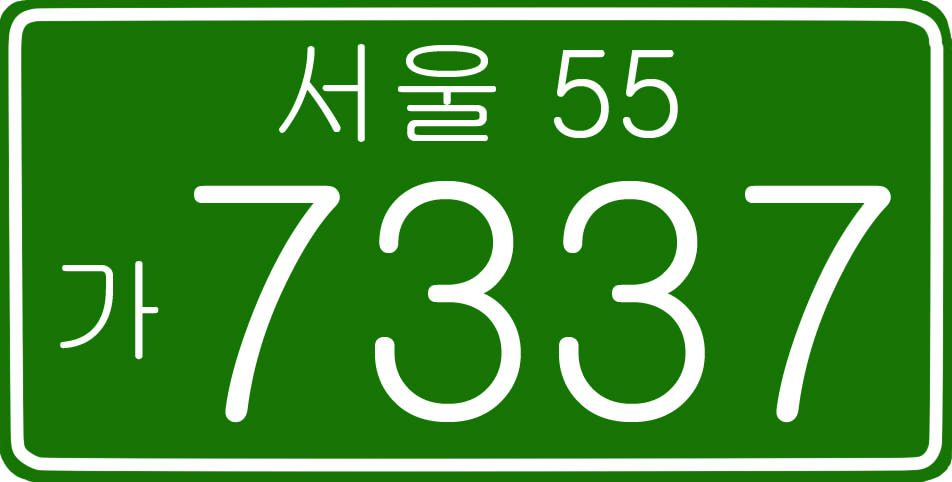
Kennzeichen bis 2003

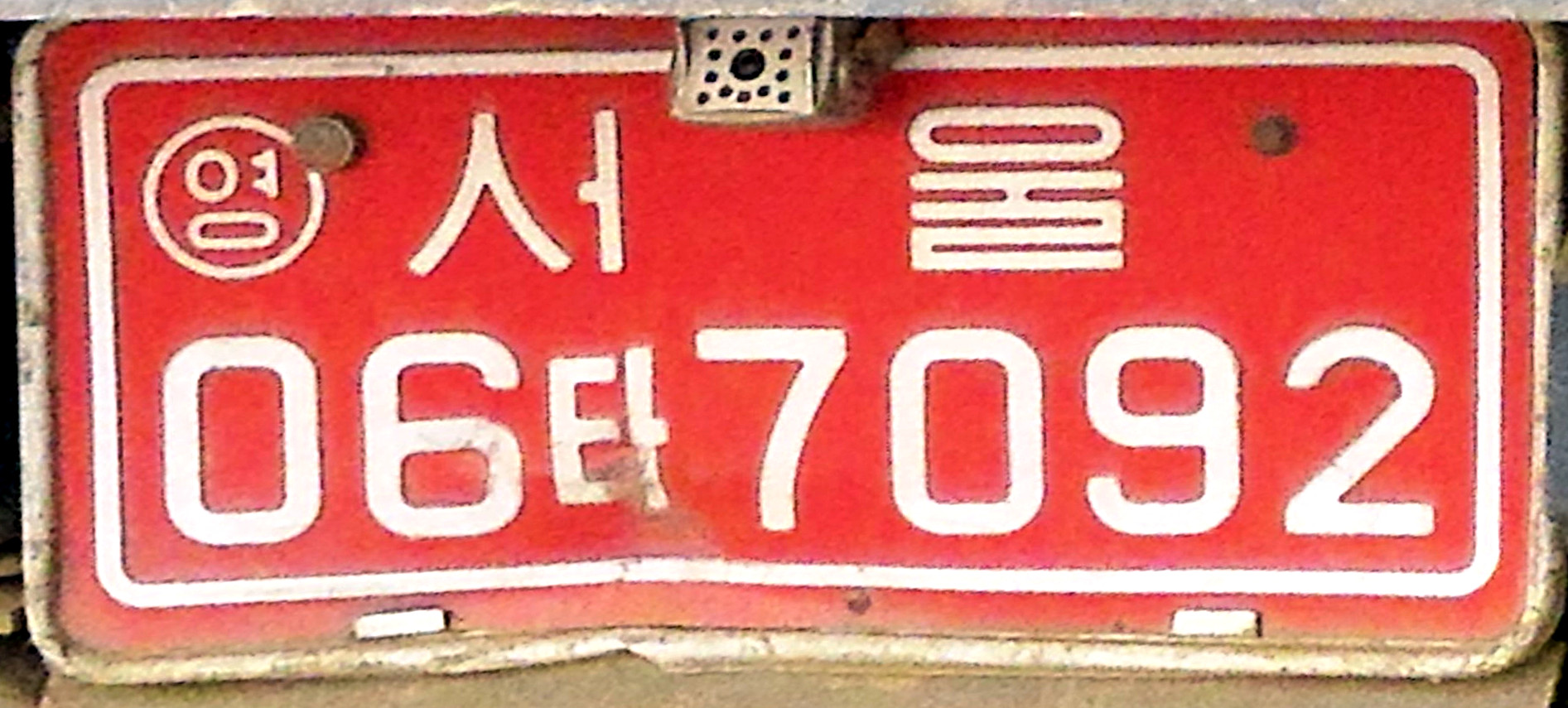
Kennzeichen für Baufahrzeuge

Kennzeichen aus dieser Zeit sehen fast identisch mit denen japanischer Nummernschilder aus (s. Kfz-Kennzeichen (Japan) für Abbildungen). Ihre Größe entspricht etwa der der US-amerikanischen oder japanischen Kennzeichen, d. h. 335 mm × 170 mm für Pkw und 440 mm × 220 mm für Busse und Lkw. Die Erkennungsnummer ist zweizeilig, wobei die obere Zeile die ausstellende koreanische Provinz, bzw. Stadt und die Fahrzeugklasse darstellt. Der Provinz- oder Stadtname wird vollständig ausgeschrieben geprägt (ohne die Suffixe -do (도) oder -si (시))
Auflistung der Provinzen und Städte auf Kennzeichen (in südkoreanischer jamo-Sortierung):
- Gangwon-do (강원)
- Gyeonggi (경기)
- Gyeongnam (경남)
- Gyeongbuk (경북)
- Gwangju (광주)
- Daegu (대구)
- Daejeon (대전)
- Busan (부산)
- Seoul (서울)
- Ulsan (울산)
- Incheon (인천)
- Jeonnam (전남)
- Jeonbuk (전북)
- Jeju (제주)
- Chungnam (충남)
- Chungbuk (충북)

Auflistung der möglichen Fahrzeugklassen:
- 10–69: Pkw
- 70–79: Kleinbusse
- 80–89: „Güterfahrzeuge“ (Lkw)
- 90–99: „Sonderfahrzeuge“

Die untere Zeile (belegt ca. 2/3 der Kennzeichenhöhe) hat die eindeutige Unterscheidungsnummer zum Inhalt. Diese beginnt mit links einer Hangeul-Silbe links, gefolgt einer Erkennungsnummer. Die Erkennungsnummer besteht immer aus vier Ziffern von 0–9, Zahlen kleiner 1000 werden vorne ausgenullt.
Nach Anbringung des Nummernschild am Fahrzeug wird eine Befestigungsschraube verplombt, um Manipulationen oder Diebstahl zu verhindern.

#### Farben
- Privat zugelassen oder Behördenfahrzeuge – weiße Schrift auf grün oder schwarze Schrift auf weiß (einzelne Städte)
- Taxis, Mietwagen – blaue Schrift auf gelb
- Baufahrzeuge – weiße Schrift auf orange/rot
- Diplomatenfahrzeuge – weiße Schrift auf blau

### 2004–2006
Diese Kennzeichen sehen ähnliche wie die der Ausgabe von 1973 bis 2003 aus, jedoch wird der Provinz- oder Stadtname nicht mehr ausgeschrieben. Der Hangeul-Präfix ist in die obere Zeile gewandert. Die Erkennungsnummer wurde vergrößert und füllt nun das gesamte unteren Kennzeichen aus. Es werden weiterhin 4 Ziffern verwendet, für Sonderkennzeichen jedoch 6 Ziffern.

### Seit 2006
Im Jahr 2006 wurde ein neues Kennzeichensystem eingeführt, zunächst wurden Behördenfahrzeuge damit zugelassen und mittlerweile auch Privatfahrzeuge. Das Farbschema wurde in schwarze Schrift auf weißem Grund geändert. Die Abmessung wurden ebenfalls geändert, auf 110 mm Höhe und 520 mm Breite, wie es in Europa Standard ist. Die Nummerierung wurde beibehalten und folgt der 2004 begonnenen Ausgabe, die jetzt jedoch in nur einer Zeile erfolgt. Von links nach rechts ist folgende Information auf den Kennzeichen abgebildet: Fahrzeugklasse, Hangeul-Präfix und die vierstellige Erkennungsnummer.

## Militärfahrzeuge

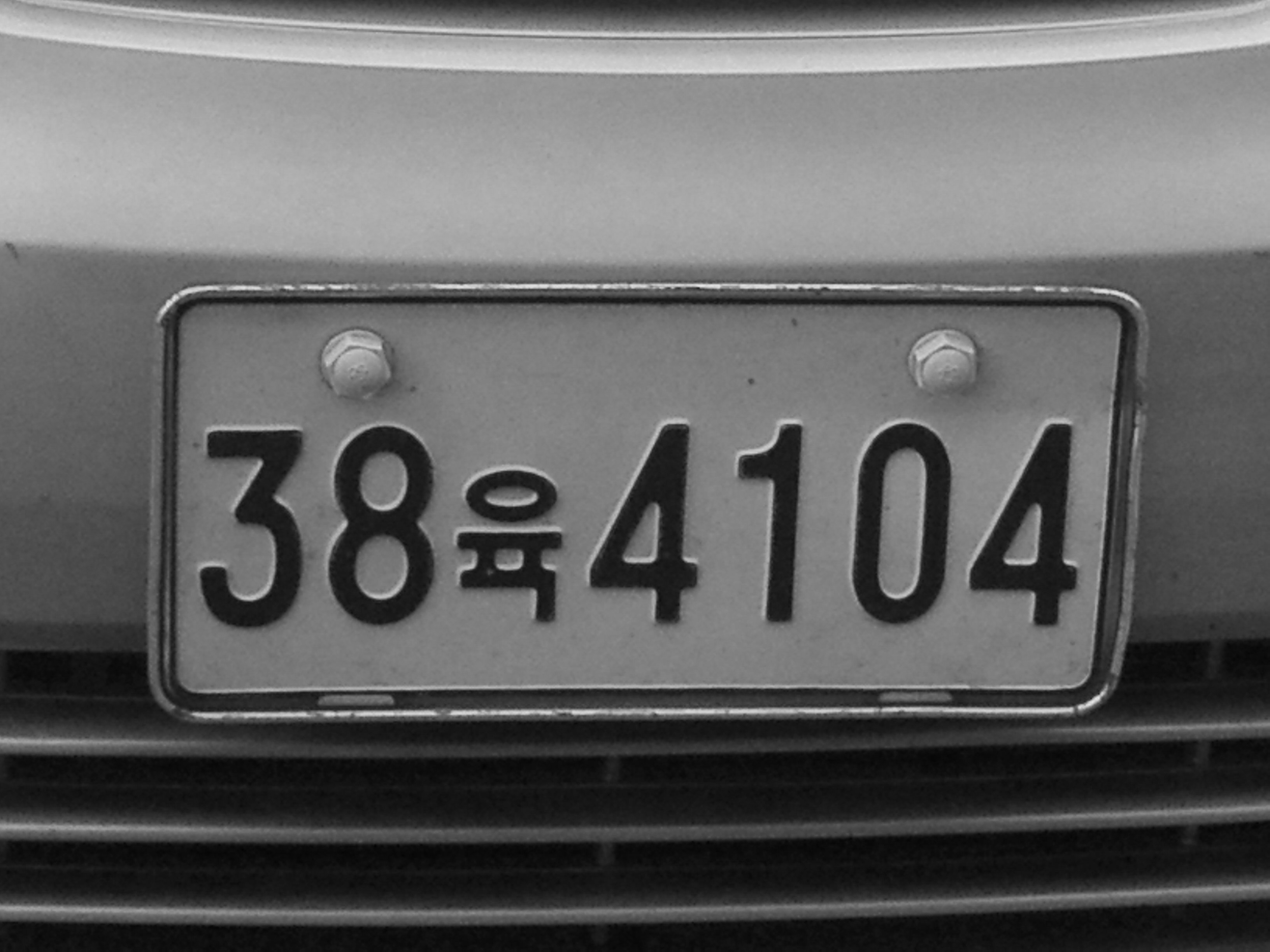
Militärkennzeichen

- Verteidigungsministerium und Einheit unter der direkten Kontrolle des Verteidigungsministeriums(국)
- Joint Chiefs of Staff (합)
- Heer (육)
- Marine (해)
- Luftwaffe (공)